# Ángel Ramírez
Ángel Odalís Ramírez (ur. 28 lipca 1987) – dominikański zapaśnik walczący w stylu wolnym. Zajął piąte miejsce na mistrzostwach panamerykańskich w 2010. Zdobył brązowy na igrzyskach Ameryki Środkowej i Karaibów w 2010. Mistrz Ameryki Południowej w 2014 roku.